# MLB All-Star Game 1949
MLB All-Star Game 1949 – 16. Mecz Gwiazd ligi MLB, który rozegrano 12 lipca 1949 roku na stadionie Ebbets Field w Nowym Jorku. Mecz zakończył się zwycięstwem American League All-Stars 11–7. Spotkanie obejrzało 32 577 widzów. Po raz pierwszy w historii w All-Star Game udział wzięli afroamerykanie (Jackie Robinson, Roy Campanella, Don Newcombe oraz Larry Doby).

## Wyjściowe składy
| American League | American League | American League | American League | National League | National League  | National League | National League |
| #               | Zawodnik        | Klub            | Pozycja         | #               | Zawodnik         | Klub            | Pozycja         |
| --------------- | --------------- | --------------- | --------------- | --------------- | ---------------- | --------------- | --------------- |
| 1               | Dom DiMaggio    | Red Sox         | RF              | 1               | Pee Wee Reese    | Dodgers         | SS              |
| 2               | George Kell     | Tigers          | 3B              | 2               | Jackie Robinson  | Dodgers         | 2B              |
| 3               | Ted Williams    | Red Sox         | LF              | 3               | Stan Musial      | Cardinals       | CF              |
| 4               | Joe DiMaggio    | Yankees         | CF              | 4               | Ralph Kiner      | Pirates         | LF              |
| 5               | Eddie Joost     | Athletics       | SS              | 5               | Johnny Mize      | Giants          | 1B              |
| 6               | Eddie Robinson  | Senators        | 1B              | 6               | Willard Marshall | Giants          | RF              |
| 7               | Cass Michaels   | White Sox       | 2B              | 7               | Eddie Kazak      | Cardinals       | 3B              |
| 8               | Birdie Tebbetts | Red Sox         | C               | 8               | Andy Seminick    | Phillies        | C               |
| 9               | Mel Parnell     | Red Sox         | P               | 9               | Warren Spahn     | Braves          | P               |

| American League                                                                                                   | 4 | 0 | 0 | 2 | 0 | 2 | 3 | 0 | 0 | 11 | 13 | 1 |
| National League                                                                                                   | 2 | 1 | 2 | 0 | 0 | 2 | 0 | 0 | 0 | 7  | 12 | 5 |
| WP: Virgil Trucks (1–0) LP: Don Newcombe (0–1) SV: Vic Raschi (1) Home runy: NL: Stan Musial (1), Ralph Kiner (1) |   |   |   |   |   |   |   |   |   |    |    |   |

## Składy
| Miotacze - Vern Bickford (1) - Ewell Blackwell (4) - Ralph Branca (3) - Red Munger (3) - Don Newcombe (1) - Howie Pollet (3) - Preacher Roe (2) - Warren Spahn (2) Łapacze - Roy Campanella (1) - Walker Cooper (7) - Andy Seminick (1) |  | Wewnątrzpolowi - Sid Gordon (2) - Gil Hodges (1) - Eddie Kazak (1) - Johnny Mize (9) - Pee Wee Reese (5) - Jackie Robinson (1) - Red Schoendienst (3) - Eddie Waitkus (2) Zapolowi - Ralph Kiner (2) - Willard Marshall (3) - Stan Musial (6) - Andy Pafko (4) - Enos Slaughter (6) - Bobby Thomson (2) |  | Menadżer - Billy Southworth Trenerzy - Burt Shotton - Bucky Walters |

| Miotacze - Lou Brissie (1) - Alex Kellner (1) - Bob Lemon (2) - Mel Parnell (1) - Vic Raschi (2) - Allie Reynolds (2) - Virgil Trucks (1) Łapacze - Yogi Berra (2) - Jim Hegan (2) - Birdie Tebbetts (2) |  | Wewnątrzpolowi - Bob Dillinger (1) - Billy Goodman (1) - Joe Gordon (9) - Eddie Joost (1) - George Kell (3) - Cass Michaels (1) - Eddie Robinson (1) - Vern Stephens (6) Zapolowi - Dom DiMaggio (4) - Joe DiMaggio (11) - Larry Doby (1) - Tommy Henrich (4) - Vic Wertz (1) - Ted Williams (7) |  | Menadżer - Lou Boudreau Trenerzy - Bill McKechnie - Muddy Ruel |

- W nawiasie podano liczbę występów w All-Star Game.